# John Milton Bernhisel
John Milton Bernhisel, nascido como John Martin Bernheisel (Tyrone Township, 23 de Junho de 1799 – Salt Lake City, 28 de Setembro de 1881) foi um médico e político americano e um dos primeiros membros do Movimento dos Santos dos Últimos Dias. Era um grande amigo e companheiro de Joseph Smith Jr. e Brigham Young. Bernhisel foi o primeiro delegado do Território de Utah na Câmara dos Representantes dos Estados Unidos (1851–59, 1861–63) e atuou como membro do "Conselho dos Cinquenta" por A Igreja de Jesus Cristo dos Santos dos Últimos Dias.

## Biografia
Bernhisel nasceu em Sandy Hill, Tyrone Township, perto de Harrisburg, Pensilvânia. Seu nome de nascimento era John Martin Bernheisel, mudou quando adulto. Graduou-se em medicina na Escola de Medicina Perelman da Universidade da Pensilvânia em 1827, e começou a exercer na medicina em Nova Iorque. Depois de tornar-se membro com o Movimento dos Santos dos Últimos Dias, mudou-se para Nauvoo, Illinois em 1843. Bernhisel serviu como médico pessoal de Joseph Smith Jr. e morou em sua casa. Fez o parto de alguns dos filhos de Emma Smith.
Em Junho de 1844, Bernhisel acompanhou Joseph Smith à Carthage Jail e passou um tempo com Smith e seu irmão Hyrum na prisão, mas Bernhisel não estava presente na hora da Morte de Joseph Smith Jr. pelas mãos de uma multidão.
Depois da morte de Smith, Bernhisel acompanhou Brigham Young e mudou-se para o oeste com a maioria dos Santos dos Últimos Dias. Estabeleceu-se em Salt Lake City, Território de Utah, em 1848 e continuou a exercer na medicina.
Bernhisel foi selecionado por Young para representar os interesses dos Santos dos Últimos Dias perante o Congresso quando os colonos mórmons começaram a considerar um pedido de independência como o Estado de Deseret. Foi selecionado ao trigésimo segundo e para os três congressos seguintes (4 de março de 1851 - 3 de março de 1859). Depois de voltar brevemente a exercer na medicina, também candidatou-se e serviu no trigésimo sétimo Congresso (4 de março de 1861 - 3 de março de 1863). Bernhisel serviu também como regente da Universidade de Utah.
Bernhisel era solteiro até os 46 anos (Março de 1845), quando casou-se com Julia Ann Haight, a viúva de William Van Orden e mãe de cinco filhos. O casal tiveram um filho, nomeado também de John Milton Bernhisel (nascido em 1846). Como alguns dos primeiros membros da Igreja SUD, Bernhisel passou a praticar a poligamia. Era casado com sete mulheres, mas em 1850 todas elas, exceto Elizabeth Barker, terminaram por vários motivos. Morreu em Salt Lake City, no dia 28 de Setembro de 1881 e está sepultado no Cemitério de Salt Lake City.